# 루트비히 파이셔
루트비히 파이셔(독일어: Ludwig Paischer, 1981년 11월 28일~)는 오스트리아의 유도 선수이다. 올림픽에 4회 참가하여 2008년 하계 올림픽 남자 엑스트라라이트급에서 은메달을 획득했다. 또한 세계 선수권 대회에서 은메달 1개, 동메달 1개를 획득했고, 유럽 선수권 대회에서 금메달 2개, 은메달 2개, 동메달 3개를 획득했다.